# Carlos Spadaro
Carlos Spadaro (5 de febrer de 1902 - 15 de novembre de 1985) fou un futbolista argentí.

## Selecció de l'Argentina
Va formar part de l'equip argentí a la Copa del Món de 1930.